# 吴怀祺
吴怀祺（1938年9月—2020年2月4日），安徽庐江人，出生于贵州省贵阳市，中国历史学家，北京师范大学教授。

## 生平
1961年毕业于安徽师范大学历史系，1981年于北京师范大学获硕士学位，师从白寿彝先生，同年留校任教。曾任北京师范大学《史学史研究》常务主编。2020年2月4日因病在北京逝世，享年82岁。
主要从事中国史学史研究，在中国史学思想史的研究领域做出了开拓性工作，发表论文200余篇。1996年获国务院政府特殊津贴。

## 著作
- 《宋代史学思想史》（1992年，黄山书社）
- 《郑樵文集（校补）·郑樵年谱稿》（1992年，书目文献出版社）
- 《郑樵评传——融会百家贯通古今》（1997年，广西教育出版社）
- 《钱澄之全集·田间易学》（校点）（1998年，黄山书社）
- 《中国史学思想通史》（10卷）（主编）（2002年-2005年，黄山书社）
- 《史学理论与史学史研究》（2006年，福建人民出版社）
- 《中国史学思想史》（2007年，商务印书馆，普通高等教育“十一五”国家级规划教材）
- 《郑樵研究》（2010年，厦门大学出版社）
- 《中国史学思想通论》（6卷）（主编）（2011年，福建人民出版社）
- 《中国史学思想会通》（16卷）（主编）（2018年，福建人民出版社）